# غراهام ريان
غراهام ريان (بالإنجليزية: Graham Ryan)‏ هو لاعب كرة قدم أسترالية أسترالي، ولد في 28 أغسطس 1940، وتوفي في 3 أكتوبر 2010.

## وصلات خارجية
- غراهام ريان على موقع AustralianFootball.com (الإنجليزية)
- غراهام ريان على موقع AFLtables.com (الإنجليزية)